# Eurypalpus testaceus
Eurypalpus testaceus är en tvåvingeart som beskrevs av Macquart 1835. Eurypalpus testaceus ingår i släktet Eurypalpus och familjen bredmunsflugor. Inga underarter finns listade i Catalogue of Life.